# Schlachtgeschwader 103
Schlachtgeschwader 103 (dobesedno slovensko: Bojni polk 103; kratica SG 103 oz. SchlG 103) je bil jurišni letalski polk (Geschwader) v sestavi nemške Luftwaffe med drugo svetovno vojno; to je bila šolska enota, namenjena za usposabljanje novih pilotov.

## Organizacija
- štab
- I. skupina
- II. skupina

## Vodstvo polka
Poveljniki polka (Geschwaderkommodore)
- Major Bruno Dilley: 18. oktober 1943
- Polkovnik grof Clemens von Schönborn: oktober 1943
- ?: junij 1944
- Major Karl Henze: 1. februar 1945